# Crush (Bon Jovi-album)
A Crush (magyarul: "Tolongás") a Bon Jovi együttes hetedik stúdióalbuma, amely 2000. június 13-án jelent meg. Ez volt a csapat első stúdióalbuma egy felvétel-mentes öt év után. Bár a Bon Jovi sosem volt a kritikusok kedvence, mégis állandóan a legkelendőbb előadók között szerepeltek világszerte. A Crush megszilárdította ezt a besorolást fülbemászó refrénekkel, és a heavy metálos riffekkel. Az "It's My Life" főleg az Egyesült Államokban és az Egyesült Királyságban volt népszerű.
A Crush volt a csapat legnépszerűbb albuma 1992-es Keep The Faith albumuk óta. Az albumból körülbelül 2 millió kelt el az Egyesült Államokban, ezzel elérte a dupla platina minősítést. Világszerte kb. 8 millió kópia lelt gazdára, ezzel az album a Bon Jovi 6. legkelendőbb albuma a mai napig.
Az album zeneileg egy újabb fontos mérföldkő szerepét töltötte be, épp, mint a Keep The Faith korábban. A Crush kezdte el a pop-rock korszakot a Bon Jovi zenéjében, a gépies dobokkal és a szövevényes gitárszólókkal. Az új zenei irány vegyes kritikusi és rajongói véleményekben részesült, néhányan úgy írták le, mint egy "mindent eladás", míg mások dicsérték a zenekart, amiért kombinálta a korabeli zenét a klasszikus Bon Jovi-hangzással. A változó vélemények ellenére az album egy új generációt hozott létre a Bon Jovi-rajongók körében, gyakran azonosítván a rajongókat úgy, mint a "Crush Generáció".

## Az album számai
1. "It's My Life" – 3:44
2. "Say it Isn't So" – 3:33
3. "Thank You For Loving Me" – 5:08
4. "Two Story Town" – 5:12
5. "Next 100 Years" – 6:19
6. "Just Older"  – 4:26
7. "Mystery Train" – 5:13
8. "Save the World" – 5:31
9. "Captain Crash and the Beauty Queen From Mars" – 4:31
10. "She's a Mystery"  – 5:18
11. "I Got The Girl" – 4:36
12. "One Wild Night" – 4:18
13. "I Could Make a Living out of Lovin' You" (Demo)" – 3:52
14. "Neurotica" (Egyesült Államokbeli bónusz szám) – 4:33 / "It's My Life" (Dave Bascombe Mix) (Egyesült Királyságbeli bónusz szám) – 3:44
15. "Say It Isn't So" (Egyesült Királysági keverés) (Egyesült Királyság-beli bónusz szám) – 3:36

## Slágerlistás eredmények
A "Crush" mindent felülmúlt a slágerlistákon a következő helyeken: CNN Worldbeat, Európa, Ázsia, Egyesült Királyság, Németország, Hollandia, Japán, Olaszország, Belgium, Libanon, Svájc, Ausztrália, Szlovénia, Brazília, Argentína, Mexikó, Ciprus, Peru, India, Ausztria, Wales, Jugoszlávia, Finnország, Törökország.

### Album listák
No.2: Svédország, Spanyolország, Korea.
No.3: Írország, Portugália, Dánia, Magyarország.
No.4: Kanada, Csehország, Norvégia, Görögország.
No.9: Oroszország, Egyesült Államok.

### Év végi összesített album listák 2000-ben
CNN WorldBeat: #7
Európa: #6
Egyesült Királyság: #38
Egyesült Államok: #83
Belgium: #6
Olaszország: #18
Németország: #2
Ausztria: #3
Svájc: #2
Ausztrália: #27
Dánia: #49
Finnország: #1
Az album 6.-ként debütált az európai listákon, és 7.-ként a CNN WorldBeat-en a 2000-es évben. A Crush elérte a háromszoros platina minősítést Japánban; kétszerest az Egyesült Államokban, Kanadában és Európában; és egyszerest az Egyesült Királyságban és Ausztráliában. Összességében 8.000.000 példány fogyott belőle világszerte, ami a 6. legkelendőbb albummá tette a Crush-t a Bon Jovi albumok közül. A hivatalos európai listákon az album 7 hétig tetőzött, és 15 hétig maradt a Top 10-ben.
Az első szám, vagyis az "It's My Life" a Bon Jovi legnépszerűbb dalai közé tartozik, és egyben ez volt a 2000-es év 3. legtöbb példányban elkelt kislemeze is világszerte. Az "It's My Life" 4 hétig birtokolta az első helyet az európai kislemezek között.  A második szám, a "Say It Isn't So" 5. volt Oroszországban, 8. az európai és a globális kislemez listán, 9. Ausztráliában és 10. az Egyesült Királyságban. A harmadik szám, s "Thank You For Loving Me" 3.-ként szerepelt a globális kislemez listán, 8. volt Oroszországban és Európában, 10. az Egyesült Államokban és 12. az Egyesült Királyságban.

## Közreműködők
- Jon Bon Jovi – ének, gitár, ütőhangszer
- Richie Sambora – gitár, ének, Talkbox
- David Bryan – billentyűk
- Tico Torres – dob, ütőhangszer
- Hugh McDonald – basszus